# 阿拉米達 (加利福尼亞州克恩縣)
阿拉米達（英語：Alameda）是位於美國加利福尼亞州克恩縣的一個非建制地區。該地的面積和人口皆未知。

## 地理
阿拉米達的座標為35°14′16″N 119°00′11″W / 35.23778°N 119.00306°W，而該地的平均海拔高度為101米（即331英尺）。